# 夢幻樂園 (巴吞他尼)

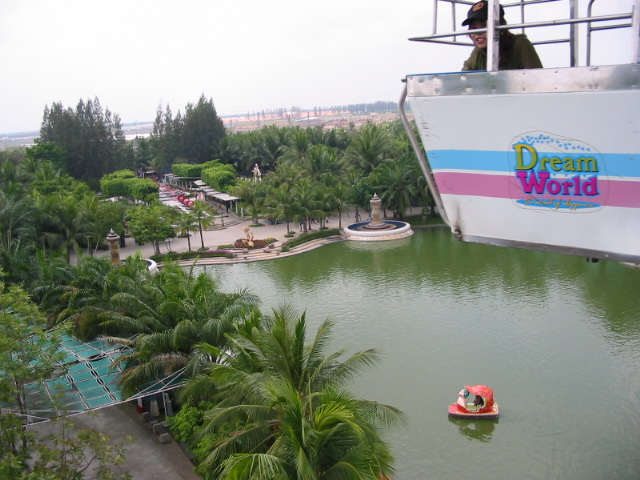
從架空吊車作鳥瞰：夢幻樂園

夢幻樂園， 位於泰國巴吞他尼府蘭實坤西育路（泰國第三公路）的第七公里處，為一個設有多種機動遊戲設施的主題公園。

## 設施
- 它被分為四部分：
  - 夢幻樂園廣場：美國風格的購物街；
  - Love Garden：世界各國著名建築的小人國、玫瑰花園等景致，讓夫婦拍攝婚姻照片的熱點；
  - Fantasy：適合兒童的各國童話故事的場景擺設。例如：安徒生、迪士尼。
  - Adventure Land：適合成人的驚險歷奇機動遊戲、鬼屋及飄雪樂園。
- 園裡有定時的角式扮演大巡遊、特務爆炸表演、動物表演等劇場。
- 雙層觀光公共汽車、小型鐵路及架空吊車連接整個公園。
- 園內設有4D電影劇場，每半小時一場。

## 開放時間
- 平日：早上10:00至下午5:00
- 假日：早上10:00至晚上7:00

## 入場費
成人：泰幣1000銖

## 公共交通
從曼谷的Kasetsart大學互近搭乘第25路空調公共汽車。

## 外部連結
- 泰國的中部巴吞他尼府的夢幻樂園官方網站 （页面存档备份，存于）

13°59′15″N 100°40′30″E / 13.98750°N 100.67500°E